# لورا مارتينيز رويز
لورا مارتينيز رويز (بالإسبانية: Laura Martínez Ruiz)‏ هي لاعبة جمباز فني إسبانية، ولدت في 1 أغسطس 1984 في برشلونة في إسبانيا.

## وصلات خارجية
- لورا مارتينيز رويز على موقع أوليمبيديا (الإنجليزية)